# Los González, Guanajuato
Los González är en ort i Mexiko.   Den ligger i kommunen San Miguel de Allende och delstaten Guanajuato, i den centrala delen av landet, 230 km nordväst om huvudstaden Mexico City. Los González ligger 2 074 meter över havet och antalet invånare är 428.
Terrängen runt Los González är platt söderut, men norrut är den kuperad. Runt Los González är det ganska tätbefolkat, med 108 invånare per kvadratkilometer. Närmaste större samhälle är San Miguel de Allende, 11,2 km väster om Los González. Trakten runt Los González består i huvudsak av gräsmarker.